# Charlie und die Schokoladenfabrik (2005)
Charlie und die Schokoladenfabrik ist eine Literaturverfilmung von Tim Burton aus dem Jahr 2005 nach dem gleichnamigen Kinderbuch von Roald Dahl. Der Film startete am 11. August 2005 in den österreichischen und deutschen Kinos.

## Handlung
Der etwa 10-jährige Charlie Bucket wohnt mit seinen Eltern und Großeltern in einer windschiefen und baufälligen Behausung am Rande einer großen Stadt. Trotz großer Armut ist die Familie fröhlich und gut gelaunt. Charlies größtes Idol ist Willy Wonka, ein kreativer Hersteller teils ausgefallenster Süßigkeiten, der in der Stadt eine riesige und geheimnisvolle Schokoladenfabrik betreibt.
Charlies Großvater Joseph erzählt, er habe früher in der Fabrik gearbeitet und den menschenscheuen Willy Wonka persönlich gekannt. Er wurde entlassen, als Wonka seine Fabrik schließen musste, nachdem seine Geheimrezepte ausspioniert worden waren. Die Fabrik ging zwar später wieder in Betrieb und produziert seitdem märchenhafte Süßigkeiten, doch niemand hat seitdem jemanden in die Fabrik gehen oder herauskommen sehen.
Am Anfang des Filmes verkündet Wonka, in seinen Schokoladentafeln weltweit fünf goldene Eintrittskarten verteilt zu haben. Die Kinder, die diese Eintrittskarten finden, dürfen die Fabrik einen Tag lang besuchen und beliebig viel Schokolade mitnehmen. Eines der fünf Kinder soll zudem einen Sonderpreis erhalten, der jegliche Vorstellungskraft überschreitet. Ein weltweiter Hype um die Karten setzt ein.
Die ersten vier Eintrittskarten werden gefunden von:
- Augustus Glupsch, einem esssüchtigen und übergewichtigen Jungen aus Deutschland.
- der vollkommen verwöhnten Veruca Salt aus England, die mit Wutanfällen ihre reichen Eltern terrorisiert. Ihr Vater, ebenfalls Fabrikbesitzer, hatte Wonkas Schokolade in riesigen Mengen gekauft und von seinen Arbeiterinnen auspacken lassen, bis eine goldene Eintrittskarte gefunden war.
- Violetta Beauregarde aus Georgia, ehrgeizige Kampfsportlerin und amtierender Champion im Kaugummikauen, die, angestachelt von ihrer ebenfalls extrem ehrgeizigen Mutter, immer und überall mit allen Mitteln gewinnen will.
- Mike Teavee aus Colorado, hochintelligent, technikverliebt, videospiel- und fernsehsüchtig. Er hatte das Verteilsystem durchschaut und musste nur eine einzige Tafel kaufen.

Charlie rechnet sich keine Chancen auf die fünfte Karte aus, findet sie aber, als er im Schnee einen 10-Dollar-Schein findet und sich von dem gefundenen Geld eine Tafel Schokolade kauft. Er schlägt seiner Familie vor, die Karte für ein Vermögen zu verkaufen, um aus ihrer Armut herauszukommen, lässt sich jedoch von seinem anderen Großvater davon überzeugen, dass er diese einmalige Chance nicht vergeben darf, und besucht die Fabrik mit Großvater Joseph.
Statt der zu erwartenden Industrieanlage stellt sich die Fabrik den Besuchern als skurriles Märchenland dar. Sämtliche dort beschäftigten Angestellten entstammen einem kleinwüchsigen Volk aus dem tropischen Lumpaland, den Umpa-Lumpas, mit denen sich Wonka auf einer Forschungsreise angefreundet und sie wegen ihrer Schokoladenversessenheit dazu eingeladen hat, in seiner Fabrik zu wohnen und zu arbeiten. Die Umpa-Lumpas sind dort in allen Funktionen tätig, vom einfachen Arbeiter bis zum persönlichen Psychiater Wonkas, und sehen ununterscheidbar gleich aus.
Während der Führung werden die ersten vier Kinder nacheinander mit ihren Schwächen konfrontiert und erliegen der Versuchung:
- Augustus Glupsch fällt in einer ganz aus Süßigkeiten bestehenden Landschaft in einen Fluss aus Schokoladenmasse und gerät über ein Transportsystem in die Schokoladen-Weiterverarbeitung.
- Violetta Beauregarde probiert in einem Versuchsraum gegen Wonkas Warnung entschlossen einen frisch hergestellten 3-Gänge-Menü-Kaugummi, dessen dritter Gang (Blaubeertorte mit Eis) sie zu einer riesigen Blaubeere anschwellen lässt.
- Veruca Salt versucht, eines der Eichhörnchen mitzunehmen, die bei Wonka Walnüsse knacken. Dabei wird sie von allen Eichhörnchen attackiert und in das Abfall-Loch geworfen.
- Mike Teavee erkennt in Wonkas neuester Erfindung, der Übertragung von Schokolade per Fernsehprogramm, das Potential zur Teleportation und teleportiert sich selbst, wobei er jedoch, wie alles im Fernsehen, stark verkleinert wird.

Diese Ereignisse werden jeweils von einer Gruppe Umpa-Lumpas in aufwendig choreographierten Showeinlagen bissig kommentiert. Die Person Wonkas bleibt dabei ambivalent: Einerseits wirkt er liebenswürdig und faszinierend, andererseits scheint es ihn zu amüsieren, was den Kindern widerfährt. Erst als er nach seiner Familie befragt wird – ein Wort, das er selbst nicht über die Lippen bringt –, wird er plötzlich emotional und bekommt mehrere Flashbacks, was wiederum seine Besucher irritiert.
Schließlich erlangt Charlie als letzter verbliebener Besucher den Hauptpreis: Wonka erklärt ihn zum Teilhaber und zu seinem Nachfolger und sagt, er habe die verdorbenen Kinder vorher aussortieren wollen. Diese verlassen die Fabrik enttäuscht in veränderter Form. Charlies Begeisterung über den Preis verfliegt jedoch, als Wonka voraussetzt, dass er dafür seine Familie verlässt. Er lehnt ab, worauf Wonka, vollkommen verblüfft, ihn zu Hause zurücklässt.
Doch die Begegnung mit Charlie sowie dessen Verbundenheit mit seiner Familie geht Wonka nah, und er fühlt sich immer schlechter, was sich unmittelbar auf die Qualität seiner Produkte auswirkt. Als die beiden sich in der Stadt wiedertreffen, schlägt Charlie vor, dass Wonka sich mit seinem Vater aussöhnt, einem süßigkeitenfeindlichen Zahnarzt, den er als Kind im Streit verlassen hat. Nachdem diese Versöhnung gelungen ist, wird Charlie einerseits Teilhaber und darf andererseits auch seine Familie behalten: Die Bruchbude, in der sie wohnen, wird in die Fabrik versetzt.

## Hintergrund
Charlie und die Schokoladenfabrik war das fünfte gemeinsame Filmprojekt von Tim Burton und Johnny Depp nach Edward mit den Scherenhänden (1990), Ed Wood (1994), Sleepy Hollow (1999) und Burtons zweitem vollständigen Animationsfilm Corpse Bride – Hochzeit mit einer Leiche (2005). In dem Film Corpse Bride liehen Depp sowie Tim Burtons ehemalige Lebensgefährtin Helena Bonham Carter, die in Charlie und die Schokoladenfabrik Charlies Mutter spielt, den Hauptfiguren ihre Stimmen.
Der Hauptdarsteller Johnny Depp setzte sich beim Regisseur Tim Burton persönlich dafür ein, dass Freddie Highmore die Rolle des Charlie bekam. Er hatte mit ihm bereits in dem Film Wenn Träume fliegen lernen zusammengearbeitet und war begeistert von ihm. Bei dem Casting der Kinder wurde besonderer Wert darauf gelegt, dass sie den Figuren im Roman entsprechen. So kommt die Darstellerin der Veruca nicht nur im Film, sondern auch im richtigen Leben aus London. Mit Philip Wiegratz wurde für die Rolle des deutschen Kindes Augustus tatsächlich ein Deutscher verpflichtet. Seine Mutter wird von der ebenfalls deutschen Schauspielerin Franziska Troegner gespielt.
Tim Burton hat mit Charlie und die Schokoladenfabrik bereits zum zweiten Mal ein Buch von Roald Dahl verfilmt. Im Jahr 1996 hatte er das Buch James und der Riesenpfirsich als Animationsfilm verwirklicht. Sowohl 1996 als auch bei diesem Film arbeitete er eng mit Dahls Witwe Felicity Dahl zusammen, da ohne ihre Zustimmung niemand Bücher von Roald Dahl verfilmen darf.
Burtons Version ist die zweite Verfilmung der Geschichte. Dahls Vorlage wurde für die erste Verfilmung, Charlie und die Schokoladenfabrik (dt. DVD-Titel Willy Wonka und die Schokoladenfabrik) von 1971 mit Gene Wilder als Willy Wonka, so sehr umgeschrieben, dass er eine mögliche Verfilmung der Fortsetzung Charlie und der große gläserne Fahrstuhl verhinderte. Daher war es für alle an der Neuverfilmung Beteiligten wichtig zu betonen, dass es sich nicht um eine Neuverfilmung des Films mit Gene Wilder, sondern um eine gering modernisierte Adaption des originalen Kinderbuches von Roald Dahl handelt.
Christopher Lee, der bereits 1999 mit Tim Burton und Johnny Depp bei Sleepy Hollow zusammengearbeitet hatte, gefiel das Klima am Set so gut, dass er noch im selben Jahr beim nächsten Burton-Film Corpse Bride dabei war.
Charlie und die Schokoladenfabrik wurde in der Kategorie Kostüme für den Oscar nominiert. Für die Szenen mit den Eichhörnchen wurden sowohl CGI- und Animatronic-Eichhörnchen verwendet als auch mehrere dressierte Tiere, welche die Nüsse sortierten. Die Reportageszene aus der Heimat des deutschen Gewinnerkindes wurde in der historischen Altstadt von Gengenbach im Schwarzwald gedreht, ist im Film jedoch mit Düsseldorf, Germany untertitelt. In der deutschen Synchronfassung ist dazu auch noch bairischer Dialekt zu hören.
Das Budget für diesen Film betrug 150 Mio. US-Dollar. Das Einspielergebnis betrug rund 475 Mio. US-Dollar.

## Ausstrahlung in Deutschland
Die deutsche Free-TV-Premiere erfolgte am 22. Dezember 2007 zur Primetime auf Sat.1. Der Film erreichte in der werberelevanten Zielgruppe 30,3 Prozent Marktanteil, insgesamt sahen 5,63 Millionen Zuschauer den Film zur Erstausstrahlung.

## Synchronisation
Die deutsche Synchronbearbeitung entstand ebenfalls im Jahr 2005. Das Dialogbuch schrieb Klaus Bickert, der dafür mit dem Deutschen Preis für Synchron ausgezeichnet wurde. Die Synchronregie führte Oliver Rohrbeck, der selbst auch die kleine Rolle eines Spaziergängers mit Hund übernahm.
| Rolle                | Darsteller           | Synchronsprecher       |
| -------------------- | -------------------- | ---------------------- |
| Willy Wonka          | Johnny Depp          | David Nathan           |
| Charlie Bucket       | Freddie Highmore     | Christian Zeiger       |
| Großvater Joseph     | David Kelly          | Hasso Zorn             |
| Mrs. Bucket          | Helena Bonham Carter | Melanie Pukaß          |
| Mr. Bucket           | Noah Taylor          | Peter Flechtner        |
| Mr. Salt             | James Fox            | Reinhard Kuhnert       |
| Violetta Beauregarde | AnnaSophia Robb      | Friedel Morgenstern    |
| Veruca Salt          | Julia Winter         | Ingrid Sinell          |
| Mrs. Glupsch         | Franziska Troegner   | Franziska Troegner     |
| Augustus Glupsch     | Philip Wiegratz      | Philip Wiegratz        |
| Dr. Wilbur Wonka     | Christopher Lee      | Otto Mellies           |
| Mike Teavee          | Jordan Fry           | Maximilian Artajo      |
| Prinz Pondicherry    | Nitin Ganatra        | Rajvinder Singh        |
| Mrs. Beauregarde     | Missi Pyle           | Cathlen Gawlich        |
| Mr. Teavee           | Adam Godley          | Hans-Jürgen Dittberner |
| Großmutter Georgina  | Liz Smith            | Hannelore Minkus       |
| Großmutter Josephine | Eileen Essell        | Luise Lunow            |
| Erzähler             | Geoffrey Holder      | Jochen Schröder        |
| Umpa-Lumpas (Gesang) | Danny Elfman         | Andreas Hommelsheim    |

## Kritiken
Die Filmbewertungsstelle Wiesbaden lobt den Film als „ein wunderschönes und zuckersüßes Märchenabenteuer, das die ganze Familie verzaubern kann“ und verlieh ihm das Prädikat „besonders wertvoll“. Wolfgang M. Schmitt kritisierte die Verherrlichung von Kolonialismus bzw. Sklaverei und attestierte dem Film neo-liberale Ideologie.

„Zuckersüßes Filmmärchen nach einer Vorlage von Roald Dahl. Dank der selbstparodistische Züge tragenden, von überbordender Fantasie und einem charismatischen Hauptdarsteller beseelten Adaption gelingt eine emotionale, aber auch intellektuelle Achterbahnfahrt, die für Kinder und Erwachsene gleich faszinierend ist.“

„Die vierte gemeinsame Arbeit von Tim Burton und Johnny Depp erweist sich erneut als bildgewaltiges, detailfreudiges und überaus verspieltes Fantasy-Werk. Die Vorlage basiert auf dem gleichnamigen Kinderbuchklassiker von Roald Dahl, dessen bizarre Welten von Burton adäquat visualisiert werden: Bunt, schräg und witzig. Ein origineller Streifen, den man auch mehrmals anschauen kann, da man immer wieder Neues entdecken wird. Die Geschichte wurde bereits 1971 mit Gene Wilder verfilmt, doch was Burton daraus macht, ist einfach stark. […] geglückte Variante mit dem überragenden Johnny Depp.“

„Ausgerechnet dieser Film über nährwertarmen Süßkram ist kein schlichtes Popcorn-Kino geworden. ‚Charlie und die Schokoladenfabrik‘ ist, bei allem Witz und Wahnsinn, letztlich ein erstaunlich radikales Plädoyer, den Kindern das Recht zu geben, in Würde kindisch zu sein.“

„Mit Charlie und die Schokoladenfabrik gelingt Tim Burton einmal mehr ein märchenhaftes Gleichnis über die Kraft der Liebe, sei es die zwischen Mann und Frau wie in Big Fish oder, wie im Falle Charlies, die der Familie. Ganz nebenbei inszenierte er dabei großartige visuelle Szenen, wie das Umpa Lumpa-Wasserballett im Schokoladenfluss, und findet eine ganz ungewöhnliche Verwendung für Richard Strauss’ Also sprach Zarathustra.“

## Auszeichnungen
Oscar 2006
- Nominierung in der Kategorie Bestes Kostümdesign für Gabriella Pescucci

Golden Globe Awards 2006
- Nominierung in der Kategorie Bester Hauptdarsteller – Komödie oder Musical für Johnny Depp

British Academy Film Awards 2006
- Nominierung in der Kategorie Beste Kostüme für Gabriella Pescucci
- Nominierung in der Kategorie Bestes Szenenbild für Alex McDowell
- Nominierung in der Kategorie Beste Maske für Peter Owen und Ivana Primorac
- Nominierung in der Kategorie Beste visuelle Effekte für Nick Davis, Chas Jarrett, Jon Thum und Joss Williams[15]

Saturn Awards 2006
- Nominierung in der Kategorie Bester Fantasyfilm
- Nominierung in der Kategorie Bester Nachwuchsschauspieler für Freddie Highmore
- Nominierung in der Kategorie Beste Musik für Danny Elfman
- Nominierung in der Kategorie Bestes Kostüm für Gabriella Pescucci

Satellite Awards 2005
- Nominierung in der Kategorie Beste Kamera für Philippe Rousselot

Die Deutsche Film- und Medienbewertung (FBW) zeichnete den Film mit dem Prädikat „besonders wertvoll“ aus.